# 可见光
可見光（英語：visible light）是人類可看見的電磁波，其波長範圍一般是落在360 - 400 nm~760 - 830nm，這段電磁波譜又稱為可見光谱（visible spectrum），
其頻率範圍在830 - 750THz~395 - 360THz 。這個範圍因人而異，部分人群甚至可以看到310nm的紫外光或是1100nm的近紅外光。
光與可見光通常指同樣的意思，但光也可以指紅外光 、紫外光、X光。
單個波長可見光稱為單色光，粉紅色或是洋紅色等不飽和光是由多個單色光組成。正常视力的人眼对波长约为555纳米的可見光最为敏感，这种可見光处于光学频谱的绿光区域。
可見光可以穿透地球大氣層的大氣窗，這也是人眼可以辨識此波段的原因之一。

## 可見光譜歷史

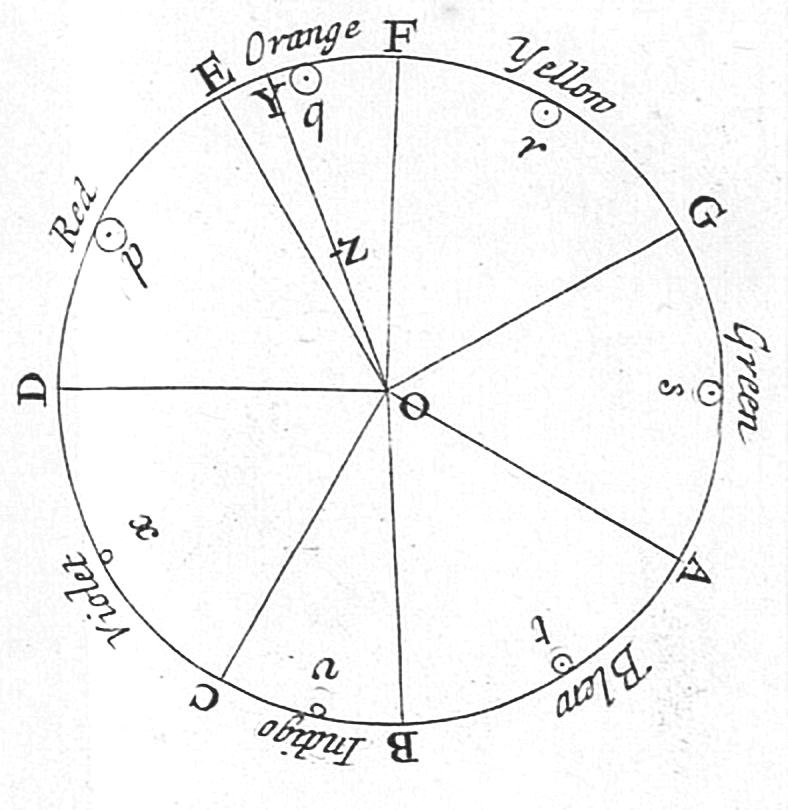
1704年，牛頓提出牛頓色環，顯示了音符相對應的顏色。

13世紀，羅傑·培根提出彩虹形成的過程與光線透過玻璃或水晶的情況類似。17世紀，牛頓發現棱鏡可以分解和重組白光，並將這發現寫在《光學》著作上。

可見光譜只佔有寬廣的電磁波譜的一小部分

早期對光譜的2種解說來自於艾萨克·牛顿的光學和歌德的色彩學。牛頓首先在1671年在他的光學試驗的說明中使用了光譜這個字（在拉丁文中代表外觀、顯象）。牛頓觀察到一束陽光以一個角度射入玻璃棱鏡，部份會被反射，部份則穿透玻璃，並呈現出不同的色帶。牛頓假定陽光是由不同顏色的小粒子組成，而這些不同顏色在穿透物質時，前進速度不同。而紅光的速度快於紫光，而導致了在穿過棱鏡後紅光的偏折（折射）較紫光為小，產生各色的光譜。
牛頓把光譜分成7種顏色：紅、橙、黃、綠、藍、靛、紫。他依古希臘哲學家的想法，選這7種顏色，並和音符、太陽系已知的7顆行星、和一週7天做連結。然而人眼对于靛色频率的敏感度其实是相对较差的，加之一些辨色能力正常的人都表示他们无法区分靛色和蓝色、紫色。正因此之故，一些專家如艾萨克·阿西莫夫等都曾建議靛色不應被視為顏色，它只是藍和紫的濃淡不同的區間而已。有證據表明，牛頓當年提出的藍色、靛色與現代定義不同，當年的藍色是青色，而靛色是藍色。
18世紀，歌德在他的色彩學提到了光譜，歌德使用光譜代表殘影。哥德聲稱連續光譜是個複合現象，而牛頓則認為僅限可見光光譜是個單獨現象，哥德觀察到了更廣泛的部份，他發現到了沒有光譜的區間，如紅黃邊界和青藍邊界是白的，原來在邊界區會有色光重疊的現象。19世紀，因為紅外光與紫外光的發現，可見光譜概念更加明確。1802年，楊格第一次測量不同顏色可見光的波長。

## 可見感知
人眼可以看見的光的範圍受大氣層影響。大氣層對於大部分的電磁波輻射來講都是不透明的，只有可見光波段和其他少數如無線電通訊波段等例外。不少其他生物能看見的光波範圍跟人類不一樣，例如包括蜜蜂在內的一些昆蟲能看見紫外線波段，對於尋找花蜜有很大幫助。
光譜中並不能包含所有人眼和腦可以識別的顏色，如棕色、粉紅、紫紅等，因為它們需要由多種光波混合，以調整紅的濃淡。
可見光的波長可以穿透光學窗口，也就是可穿透地球大氣層而衰減不多的電磁波範圍（藍光散射的情況較紅光為嚴重，這也正是為何我們看到天空是藍色的）。人眼對可見光的反應是主觀的定義方式（參見CIE），但是大氣層的窗口則是用物理量測方式來定義。之所以稱為可見光窗口是因為它正好涵蓋了人眼可見的光譜。近紅外線（NIR）窗口剛好在人眼可見區段之外，中波長紅外線（MWIR）和遠紅外線（LWIR、FIR）則較人眼可見區段較遠。

## 可见光源

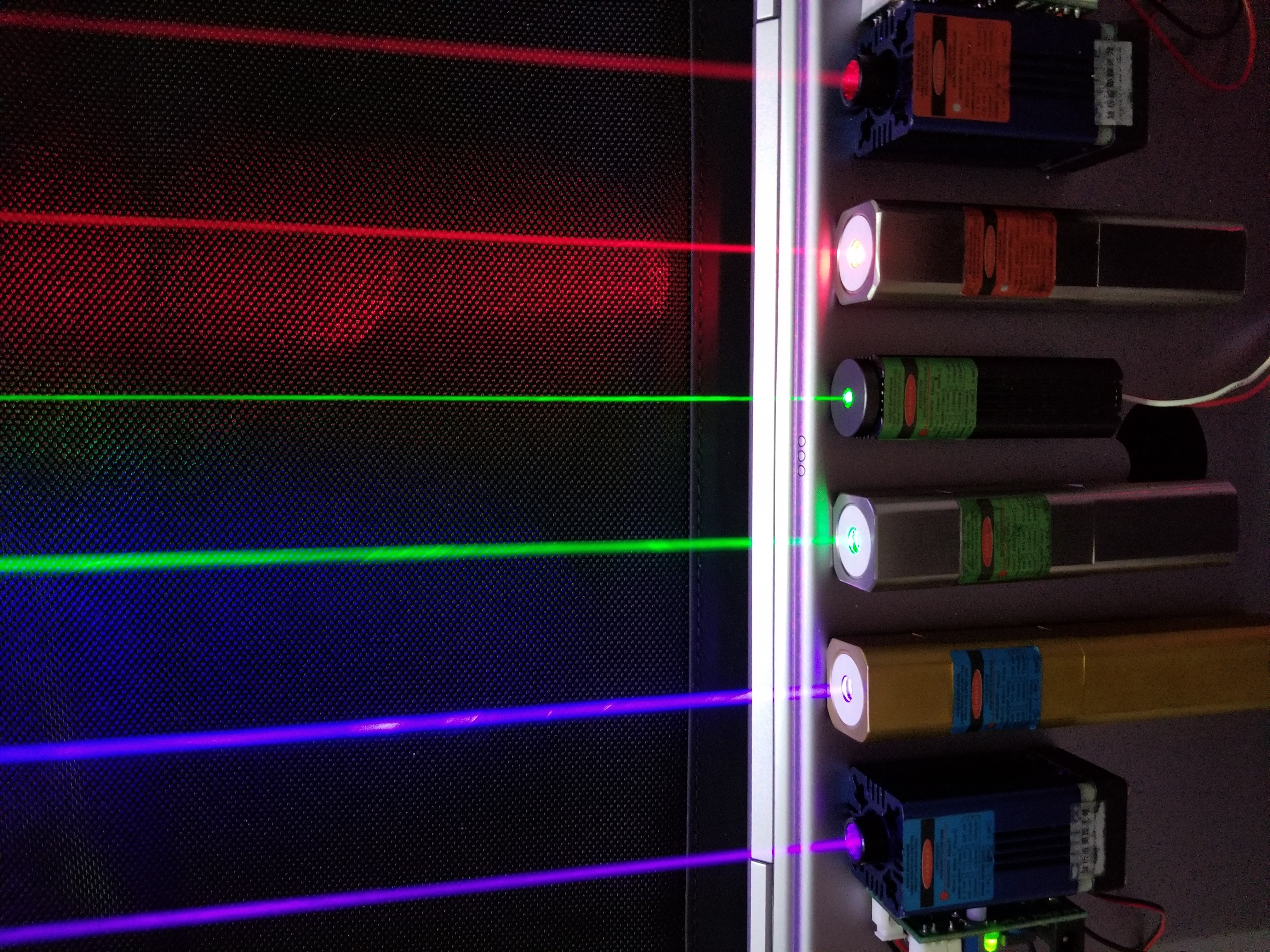
可見光譜激光（紅光、綠光、藍光、藍紫光）。

可見光的主要天然光源是太陽，主要人工光源是白熾物體（特別是白熾燈）。它們所發射的可見光譜是連續的。氣體放電管也發射可見光，其光譜是分立的。常利用各種氣體放電管加濾光片作為單色光源。

## 光譜色
| sRGB rendering of the spectrum of visible light | sRGB rendering of the spectrum of visible light | sRGB rendering of the spectrum of visible light | sRGB rendering of the spectrum of visible light |
| ----------------------------------------------- | ----------------------------------------------- | ----------------------------------------------- | ----------------------------------------------- |
| 顏色                                            | 頻率 (THz)                                      | 波長 (nm)                                       | 能量 (eV)                                       |
| 紫色                                            | 666–789                                         | 380–450                                         | 2.76–3.26                                       |
| 蓝色                                            | 631–666                                         | 450–475                                         | 2.61–2.76                                       |
| 青色                                            | 606–631                                         | 475–495                                         | 2.50–2.61                                       |
| 綠色                                            | 526–606                                         | 495–570                                         | 2.18–2.50                                       |
| 黃色                                            | 508–526                                         | 570–590                                         | 2.10–2.18                                       |
| 橙色                                            | 484–508                                         | 590–620                                         | 2.00–2.10                                       |
| 紅色                                            | 400–484                                         | 620–750                                         | 1.65–2.00                                       |

我們所熟知的彩虹般的光譜，包括了所有單一波長的可見光，也就是純粹的單色光。儘管是連續光譜，相鄰兩色間並沒有明顯的界限，上述所列的波長區間是常用的近似值。

## 光譜學
参考：光谱学
研究物體放射的光譜的科學叫光譜學。光谱学原始定义为研究光和物质之间相互作用的学科。历史上，光谱学是指：用“可见光”来对物质结构的理论研究、进而对物质定性定量分析的科学分支。但是，近来，光谱学的定义已经被扩展为：一种不只用可见光，也用许多“其他电磁或非电磁辐射”（如微波，无线电波，X射线，电子，声子（声波）等）的新技术。阻抗光谱学则研究交流电的频率响应。
其重要應用之一就是在天文學上，因為光譜學是分析遠距離物體性質的基礎。常見的天體光譜學應用到高折射率、極高解析度的光譜分析。如氦就是在太陽光譜中首先發現到的元素；星球中化學元素可由其放射光譜或吸收光譜來判讀，通过它们的光谱解读可以知道星球中的化学元素组成和比例；另外用到譜線的紅移和藍移可以量測星球的距離及其快速移動物體的速度。首次發現太陽系外行星即是以可分析到每秒數公尺的放射速度差異技術，分析其穿過重力場影響的兩種偏移，繪出行星的模擬路徑。

## 電腦光譜
由三個紅、綠和藍條來顯示三原色在不同混合比率時呈現出的光譜。由電腦依各種比率交叉混合紅、綠和藍色組成的一個光譜。在此圖中，紅色、綠色和藍色的長條中顯示的是上方光中所含的成份。